# برتون كينغ
برتون كينغ (بالإنجليزية: Burton L. King)‏ هو مخرج وممثل أمريكي، ولد في 25 أغسطس 1877 في الولايات المتحدة، وتوفي في 4 مايو 1944 بهوليوود في الولايات المتحدة.

## وصلات خارجية
- برتون كينغ على موقع IMDb (الإنجليزية)
- برتون كينغ على موقع أول موفي (الإنجليزية)
- برتون كينغ على موقع قاعدة بيانات الأفلام السويدية (السويدية)
- برتون كينغ على موقع كينوبويسك (الروسية)